# Frieda Rutgers van der Loeff
Frieda Rutgers van der Loeff-Mielziner ( Braunschweig, 22 de mayo de 1877 - Alkmaar, 21 de noviembre de 1948 ) fue una pintora y dibujante neerlandesa . Habitualmente firmaba su obra como F. Rutgers v/d Loeff Mielziner .

## Biografía y obra.
Nació en Alemania, hija del curador Benny Jacob Mielziner y Maria Theresia Widman. Estudió en la academia de dibujo de Copenhague. Trabajó como pintora en varias ciudades, sucesivamente en Copenhague, Bruselas, Venlo, Mariakerke, Sluis y Middelburg. En 1902 contrajo matrimonio con Ari Rülf en Bruselas. Tras su muerte, se casó el 3 de septiembre de 1918 en Middelburg con Manta Rutgers van der Loeff, entonces capitán de infantería y después coronel, miembro de la familia Van der Loeff. A partir de 1940 vivió en la localidad neerlandesa de Bergen .
Sus temas son principalmente retratos de pescadores de Zelanda y Volendam,  campesinos de Westkapelle, personajes  femeninos y naturalezas muertas con flores. Entre sus dibujos y pinturas destacan los personajes populares, como  los de las mujeres y hombres de Westkapelle, con trajes tradicionales.  Rutgers van der Loeff pertenecía a la Escuela de Bergen y, por tanto, era miembro del KunstenaarsCentrumBergen (KCB).  Murió en noviembre de 1948 a la edad de 71 años en Alkmaar. En enero de 1949 se celebró una exposición en honor a su obra en el Centro Cultural Internacional de Ámsterdam. 